# The New Colossus
The New Colossus (em português: "O Novo Colosso") é um soneto escrito pela poetisa estadunidense Emma Lazarus. Ele foi escrito em 1883 com o propósito de angariar fundos para o pedestal da Estátua da Liberdade. O soneto está engravado em uma placa de bronze dentro da estátua.

## História

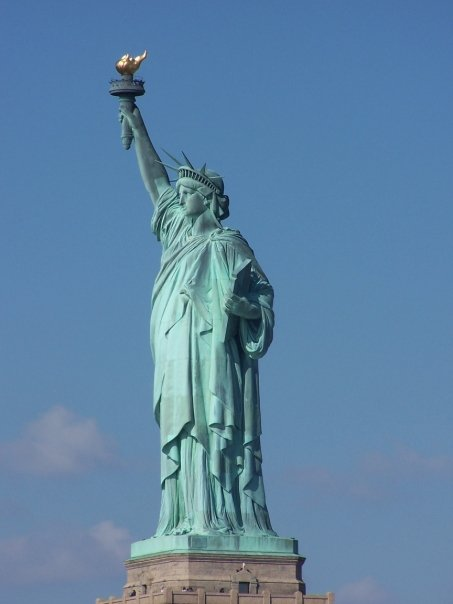
a Estátua da Liberdade.

O poema foi escrito em 1883 para angariar fundos para o pedestal da Estátua da Liberdade, conduzido pela "Art Loan Fund Exhibition in Aid of the Bartholdi Pedestal Fund for the Statue of Liberty". Entretanto, quando a Estátua foi aberta para o público pela primeira vez, em 1886, tanto a autora quanto o soneto estavam ausentes. Mesmo assim, o soneto foi publicado no jornal de Joseph Pulitzer, New York World.

## Conteúdo
Não como o gigante de bronze da antiga fama,
Cujos membros subjugam os campos de baixo de si;
Aqui cintilando aos portões do crepúsculo, vê-se
Uma dama robusta com um farol cuja flama
É o relâmpago aprisionado, e ela se chama
Mãe dos Exilados. Da mão que, meiga, se estende
Brilham boas-vindas; o seu olhar compreende
O porto que as nobres cidades gêmeas defendem.
"Segurai, antigas terras, vossa pompa!" diz ela
Com lábios quietos. "Dai-me vossos pobres fatigados,
As multidões que por só respirarem livres zelam,
Resíduos miseráveis dos caminhos fervilhados.
Mandai-os a mim, desabrigados, que a minha vela
Os guiará, calmos, através dos portões dourados!"
Not like the brazen giant of Greek fame,
With conquering limbs astride from land to land;
Here at our sea-washed, sunset gates shall stand
A mighty woman with a torch, whose flame
Is the imprisoned lightning, and her name
MOTHER OF EXILES. From her beacon-hand
Glows world-wide welcome; her mild eyes command
The air-bridged harbor that twin cities frame.
"Keep, ancient lands, your storied pomp!" cries she
With silent lips. "Give me your tired, your poor,
Your huddled masses yearning to breathe free,
The wretched refuse of your teeming shore.
Send these, the homeless, tempest-tost to me,
I lift my lamp beside the golden door!"

O título e as duas primeiras linhas referenciam o Colosso de Rodes, considerado uma das Sete maravilhas do mundo.
A linha "your huddled masses" ("suas massas encurradas") é em referências aos imigrantes que chegavam aos Estados Unidos pelo porto de Nova Iorque, normalmente na Ilha Ellis.